# Reference
In biblioteconomia il reference (termine di derivazione anglosassone) indica le attività di consulenza, informazione e orientamento che i bibliotecari svolgono con gli utenti delle biblioteche.

## Generalità
In italiano non esiste una precisa traduzione del termine. Il reference può comunque venire associato all'idea italiana della sala di consultazione della biblioteca, dove bibliotecari specializzati assistono gli utenti nelle loro ricerche utilizzando le opere di consultazione (enciclopedie, dizionari, annuari, ecc.).
Il bibliotecario, durante l'attività di reference, svolge una funzione di filtro, di intermediazione fra l'utente, i suoi bisogni informativi e il complesso delle risorse informative disponibili, permettendo all'utente di superare un momento di stallo nella sua attività di ricerca.
Il risultato dell'attività può spaziare dall'individuazione di riferimenti bibliografici, al chiarimento di quali siano le chiavi e le fonti di ricerca più opportune che l'utente potrà adoperare autonomamente, alla risposta diretta ad un quesito.
L'avvento di Internet, dei cataloghi online delle biblioteche (OPAC, Online Public Access Catalogue) e dei motori di ricerca, insieme all'aumento esponenziale della quantità di informazioni disponibili in rete, hanno trasformato il reference. Da attività tesa a far incontrare i bisogni dell'utente con le risorse disponibili nella singola biblioteca, è divenuto un'azione di orientamento e smistamento fra molte alternative esistenti, dentro e fuori dalla singola biblioteca.
La funzione di intermediazione dei servizi bibliotecari nel contesto dell'informazione in rete può essere messa in dubbio a causa delle inedite possibilità di ricerca che la rete stessa offre. La risposta della biblioteconomia a questa obiezione è che, al contrario, tale funzione si rafforza, poiché insieme alle possibilità di ricerca autonoma per l'utente è aumentato anche il rischio di non riuscire ad individuare la risorsa adatta e pertinente alla propria ricerca.
Dopo l'avvento di Internet, l'assistenza data agli utenti prende due forme diverse:
1. reference tradizionale: si svolge tramite un'interazione diretta fra bibliotecario e utente, generalmente nelle sale delle biblioteche;
2. reference digitale: si svolge attraverso mezzi telematici, come la posta elettronica o software di gestione basati su un modulo di invio dati residente sui siti delle biblioteche.

## Referencetradizionale
Il reference di tipo tradizionale si basa su un'interazione diretta, faccia a faccia con l'utente.
Alcune caratteristiche tipiche di questo servizio sono:
- Immediatezza: l'assistenza è fornita esattamente nel momento in cui il bisogno informativo si manifesta.
- Interattività: il reference si realizza tipicamente nella forma di una conversazione.
- Contatto umano.
- Personalizzazione: la mediazione è calibrata esattamente sulle necessità e sulle caratteristiche della singola persona che si rivolge al servizio.

### Risorse informative
Le varie tipologie di risorse informative per il reference sono:
- enciclopedie generali e tematiche
- dizionari enciclopedici e vocabolari
- cronologie
- bibliografie, cataloghi, indici
- repertori biografici, di dati (ad es. dati statistici o norme giuridiche), di immagini
- atlanti geografici, storici e tematici
- manuali, guide, trattati, quando considerati basilari per la singola disciplina di studio
- annuari (opere di taglio saggistico che offrono un quadro generale di una situazione, un settore, ecc.)

Tutte queste tipologie hanno in comune una presentazione dell'informazione prevalentemente non sequenziale (a differenza ad es. da un saggio) e il fatto di offrire informazioni strutturate di tipo bibliografico o fattuale.
Il formato cartaceo oppure digitale risulta indifferente rispetto ai contenuti, sebbene l'opera di consultazione in formato elettronico (la banca dati) possa presentare diversi punti di forza rispetto al suo equivalente a stampa in termini di potenzialità e rapidità di ricerca.
A livello internazionale, le opere di consultazione stanno subendo un vistoso processo di transizione verso il digitale e, all'interno del digitale, dall'offline (compact disc) all'online. L'online fornisce vantaggi in termini di possibilità di aggiornamento dei dati e semplicità di gestione per gli utenti intermedi (ad esempio le biblioteche), ma pone alcuni problemi relativamente all'accesso e alla conservazione dei dati nel tempo, aumentando il livello di dipendenza dagli editori che pubblicano e gestiscono le banche dati.

### Politiche di servizio
A seconda delle tipologie di biblioteche e delle loro funzioni specifiche, il reference può essere modellato seguendo differenti politiche di servizio. I poli tra cui ci si può muovere sono:
- modello educativo: il bibliotecario, in un'ottica di formazione dell'utente, insegna all'utente come reperire l'informazione cercata. È il caso tipico dei contesti educativi, come ad es. le biblioteche universitarie e quelle pubbliche;
- modello sostitutivo: il bibliotecario cerca direttamente l'informazione e la fornisce all'utente completamente confezionata. Può essere il modello dominante in ambiti di alta specializzazione, come nel caso dei centri di documentazione.

Si può considerare il servizio nel suo complesso come composto da:
1. attività informativa diretta: il servizio reso all'utente, che a sua volta può essere di due tipi:
  1. assistenza di primo livello (quick reference o ready reference):
    - orientamento su spazi, servizi e documenti
    - semplici ricerche in opac di autore, titolo, localizzazione
    - ricerche tematiche o fattuali (date, nomi, numeri) a risposta pronta

  2. assistenza di secondo livello (svolta attraverso una vera e propria intervista):
    - ricerche complesse in opac
    - ricerche in opere di consultazione classiche, banche dati, repertori, archivi, web
    - orientamento verso altri servizi
2. attività informativa indiretta: insieme delle attività di predisposizione degli strumenti necessari per erogare il servizio, si svolge a monte dell'interazione diretta con l'utente. Si possono fare rientrare in questo ambito:
  - organizzazione degli spazi: progettazione dei punti di accesso al servizio all'interno della biblioteca, predisposizione della segnaletica, ecc.
  - organizzazione dei servizi: predisposizione di Linee guida, di manualistica ad uso degli addetti, raccolta di dati statistici, ecc.
  - sviluppo della raccolta di opere di consultazione, con integrazione tra documenti posseduti e documenti accessibili
  - redazione di guide, bibliografie, abstract, pagine web
  - attività di promozione della biblioteca ed educazione degli utenti (visite guidate, corsi, ecc.)

### Gestione degli spazi
Per quanto riguarda la gestione degli spazi, sono ipotizzabili diversi modelli:
- Sala di consultazione tradizionale: sala specifica, separata dalle altre della biblioteca, in cui si conservano le opere di consultazione e si trova personale dedicato all'assistenza degli utenti.
- Sdoppiamento in un'area di accoglienza (browsing area) e un servizio di reference più approfondito collocato altrove. Mentre presso la postazione di reference viene erogata l'assistenza di secondo livello, nell'area di accoglienza si possono trovare ad esempio:
  - un banco per l'assistenza informativa di primo livello
  - mostre e promozioni dei materiali della biblioteca
  - guide e materiali informativi
  - postazioni per la consultazione del catalogo
  - accesso ad altri sportelli informativi di comunità (ad es. l'Ufficio Relazioni col Pubblico, l'Informagiovani, informazioni turistiche, ecc.)
- Spazio unificato, in cui tutti i bibliotecari addetti al pubblico svolgono funzioni indifferenziate, anche di reference. È la situazione tipica delle piccole biblioteche (one person library), ma si può estendere a situazioni più grandi e impegnative con possibili ripercussioni anche sulla disposizione del materiale a scaffale, col mescolamento delle opere di consultazione e di quelle ammesse al prestito.
- Bibliotecari tendenzialmente senza sede fissa, che offrono servizi di reference a più livelli direttamente agli utenti là dove si trovano, utilizzando materiali come postazioni di catalogo distribuite, pc palmari, rete telefonica wireless, ecc.

## Referencedigitale
Nella pratica professionale si incontrano i termini reference digitale, elettronico, online, virtuale, a distanza. Nell'uso comune tali termini sono da considerare equivalenti e si riferiscono all'utilizzo di tecnologie digitali per servizi di reference in cui la persona che fa la domanda non è fisicamente vicina alla persona che risponde.
Le tecnologie utilizzate sono:
- E-mail: sul sito Internet della biblioteca o del sistema bibliotecario è specificato un indirizzo di posta elettronica al quale rivolgere richieste di informazione. La risposta viene fornita generalmente all'indirizzo di posta elettronica dell'utente.
- Modulo web: l'utente compila un form di richiesta di informazioni online, in cui specifica la sua domanda e fornisce informazioni aggiuntive che permettono ai bibliotecari di rispondere in maniera più pertinente. Informazioni di questo tipo possono essere ad esempio la fascia d'età, il titolo di studio, l'appartenenza istituzionale, l'ambito disciplinare e lo scopo della richiesta. La risposta gli viene fornita attraverso posta elettronica o su uno spazio web personale, generalmente accessibile tramite password personale.
- Chat: la biblioteca offre un servizio di informazioni in tempo reale. Utente e bibliotecario conducono una conversazione in forma scritta che permette al bibliotecario, per passaggi successivi, di comprendere la reale esigenza dell'utente e di valutarne la soddisfazione rispetto ai risultati forniti.
- Navigazione assistita, in inglese Cobrowsing: solitamente associata alla chat, permette al bibliotecario di visualizzare direttamente sul computer dell'utente risorse online di interesse per la sua ricerca.
- VOIP, Voice over IP: la conversazione fra utente e bibliotecario avviene attraverso un servizio telefonico basato su connessione Internet.
- Videoconferenza: associabile al servizio VOIP, permette un'interazione il più vicina possibile ad una reale conversazione faccia a faccia.
- SMS: lo scambio di domande e risposte avviene attraverso messaggi testuali via telefono cellulare.